# Andreas Meyer-Landrut
Andreas Meyer-Landrut (n. 31 mai 1929, Tallinn) este un fost diplomat german. El a fost ambasadorul Germaniei de Vest în Uniunea Sovietică la Moscova între anii 1980-1983 și 1987-1989. Meyer-Landrut a ocupat de asemenea funcția de șef al personalului de la biroul președintelui Germaniei, în timpul președinției lui Richard von Weizsäcker dintre anii 1989-1994.

## Copilăria și studiile
Andreas Meyer-Landrut s-a născut pe 31 mai 1929 în Tallinn, Estonia, într-o familie de industriași de origine germană. La începutul celui de-al doilea război mondial, el și familia lui au fost mutați din Estonia în Polonia ocupată ca urmare a Pactului Ribbentrop-Molotov. La sfârșitul războiului, familia a fugit spre vest în Germania.
Dupa ce a absolvit în 1950 liceul (Gymnasium) din Bielefeld, Germania, Meyer-Landrut a studiat slavistica, istoria și sociologia Europei de Est la Universitatea din Göttingen, devenind doctor în filozofie în 1954.

## Cariera
În 1955, Meyer-Landrut s-a alăturat Ministerului de Externe al Germaniei de Vest. Misiunile sale în străinătate au inclus orașele Bruxelles, Tokio și Brazzaville, unde a ocupat funcția de ambasador al țării. Datorită abilităților sale lingvistice a devenit unul dintre experții corpului diplomatic german din Rusia. Între anii 1980-1983 și 1987-1989, Meyer-Landrut a ocupat funcția de  ambasador al Germaniei de Vest în Uniunea Sovietică la Moscova. El a deținut o poziție-cheie în momentul de apropiere dintre cancelarul german Helmut Kohl și liderul sovietic Mihail Gorbaciov din perioada „Perestroika”. În acest timp el a lucrat în numele etnicilor germani din Rusia.
În perioada 1984-1986, Meyer-Landrut a fost subsecretar în Ministerul de Externe, ministrul de la acea vreme fiind Hans-Dietrich Genscher. Apoi a ocupat funcția de șef al personalului președintelui german Richard von Weizsäcker din 1989-1994.
În urma carierei diplomatice, el a condus reprezentanța DaimlerChrysler de la Moscova până în 2002 și s-a alăturat Forumului Germano-Rus.

## Viața personală
Meyer-Landrut a fost căsătorit de două ori, prima lui soție provenind din nobilimea maghiară. Cei doi sunt bunicii câtăreței germane Lena Meyer-Landrut care a câștigat Concursul Muzical Eurovision 2010 din Oslo, iar printre nepoți se numără diplomatul german Nikolaus Meyer-Landrut.

## Publicații
- Meyer-Landrut, Andreas (2003). Mit Gott und langen Unterhosen. Erlebnisse eines Diplomaten in der Zeit des Kalten Krieges. Berlin: Quintessenz Verlag. ISBN 3-86124-573-6.
- Meyer-Landrut, Andreas (2005). „С Богом! И оденься потеплее!” – Моя дипломатическая миссия в России. Москва: Международные отношения. ISBN 5-7133-1248-8.